# 蓋爾蓋亞薩鄉
45°16′N 27°12′E / 45.267°N 27.200°E
蓋爾蓋亞薩鄉（羅馬尼亞語：Comuna Ghergheasa, Buzău），是羅馬尼亞的鄉份，位於該國東南部，由布澤烏縣負責管轄，面積56平方公里，海拔高度51米，2007年人口2,521，人口密度每平方公里45人。